# Bazilika Marienweiher
Bazilika Marienweiher je jedním z nejstarších poutních míst v Německu. Ročně přichází do obvodu obce Marktleugast k Panně Marii Marienweiherské asi 8000 poutníků. V roce 1993 byl kostel Janem Pavlem II. povýšen na baziliku minor.

## Církevně-správní postavení

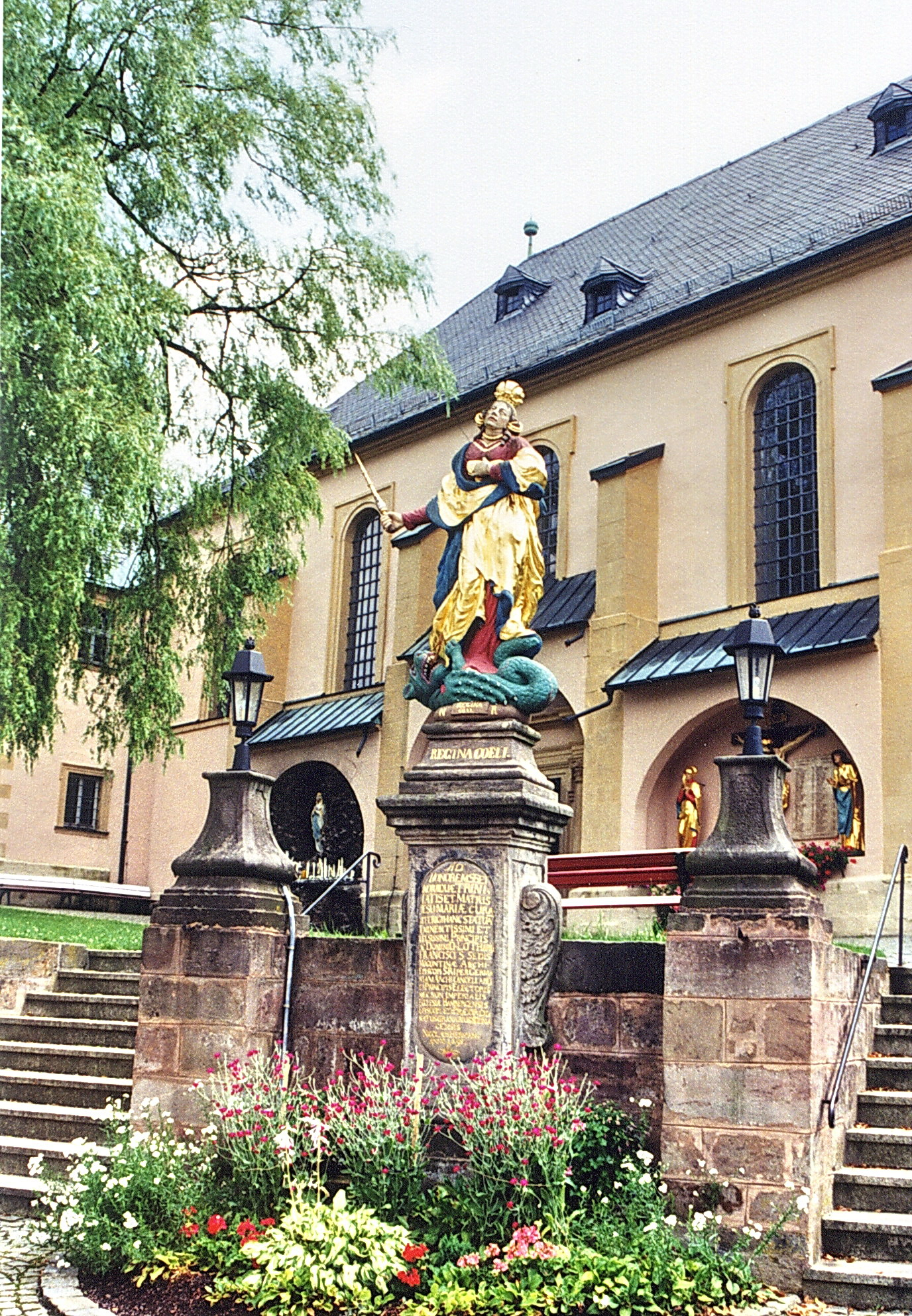
Přístupové schodiště do baziliky

Bazilika Marienweiher je zasvěcena tajemství Navštívení Panny Marie. Je zároveň jak poutním místem, tak i farním kostelem farnosti Marienweiher patřící do v arcidiecéze Bamberg. Marienweiher je největší mariánskou svatyní arcidiecéze Bamberg. Vedle katedrály v Bambergu, baziliky Vierzehnheiligen a baziliky Gößweinsteinu je jednou ze čtyř bazilik minor (Basilicae Minores) bamberské arcidiecéze.

## Legenda ze 12. století o původu poutí
Poutní místa obecně mívají legendu o svém vzniku. Jedná se například o příběh o zázraku, který dává tomuto místu zvláštní posvátný charakter. Pro Marienweiher zapsal v roce 1816 tehdejší farář A. F. Hofmann dobovou legendu jenž se o tomto místě ústně tradovala:
„Franky a Sasko spojovala ve 12. století silnice, která procházela v těchto místech hustými lesy. Po určitých vzdálenostech bylo cestou v lesích postaveno několik zájezdních hostinců. Jeden z takových byl postavený i v těchto místech. Využil jej forman ze Saska, které v té době bylo ještě katolické, který pořídil mariánský obraz ve Frankách a chtěl si jej odvést s sebou domů. Při zpáteční cestě domů přenocoval v hostinci, avšak obraz zanechal ve svém voze.
V hustých lesích, zejména při silnicích nebylo vzácným jevem, že opakovaně objevovaly zlodějské tlupy. Taková banda vpadla téže noci do hostince, aby formana oloupila. Nenalezli jej však, protože byl u svého povozu s koněm a šťastně útoku unikl. Z vděčnosti k Bohu a Panně Marii, kterou v tak velkém nebezpečí vzýval, dal pro obraz Panny Marie postavit vedle silnice malou dřevěnou kapličku, aby až prodá své zboží v Sasku, sám se v místě pak usídlil. [...]
Tato legenda o původu obrazu Panny Marie se předávala ústním podáním z otců na syny. Ačkoliv má tato ústní tradice starobylý nádech, v těch dobách před sedmi sty lety to stačilo, aby se zde rozvinula zbožná úcta a od časů sv. Ota Bamberského († 1139) je Marienweiher nazýván starobylým poutním místem.“

## První kostel
První historicky doložený doklad o kostele v Marienweiher sahá až do 1189, z období biskupa Otta II. bamberského, kdy byl v držení cisterciáckého kláštera Langheim. V následujících více než dvou stech letech vykonávali vykonávali duchovní správu v Marienweiher cisterciáci, i když klášter Langheim musel kostel i obec v roce 1384 prodat kvůli vysokému zadlužení u bamberské diecéze. Historické vypravování o vpádu husitů do Franků v letech 1429–1430, kdy obyvatelé Marienweiher měli obraz Madony ukrytý v nedalekém Dorfweiher, aby je chránil, není potvrzeno. Autor Markus A. Denzel to potvrzuje s tím, že žádný pramen takovou informaci neuvádí, místo toho farnost Marienweiher měla v roce 1431 dokonce zaplatit husitům daň. Jiným farnostem, které daň nezaplatily (jako byl Marktschorgast), husité kostely zničili.
Mnohem důležitější než faktická historicita příběhu o záchraně obce skrze ukrytý obraz je však duch doby, který se odráží v duších tehdejších lidí a pro chudé obyvatele se snadno dostupné místo Božích milostí stává cílem mnoha pěších poutí. Toto povědomí je posíleno zázračnými příběhy, které se k Marienweiher vztahovaly. Asi nejznámějším příběhem je vysvobození mladého měšťana Marktleugaster Dreschera z tureckého zajetí během tureckých válek v 16. století. Tento muž odmítl vzdát katolickou víru a měl být popraven. Modlil se k Panně Marii ve Marienweiher a když se probudil ze spánku, ocitl se na schodech hlavního oltáře kostela. Během úkonu pozdvihování při mši svaté se tomuto zachráněnému muži zázračně uvolnila pouta bez jakéhokoliv lidského zásahu.

## Druhý kostel
Koncem 15. století se v místě nacházela stavba trojlodního kostela. V něm byl vystavena, do současnosti dochovaná, milostná socha Panny Marie pocházející z období kolem roku 1500 od neznámého sochaře. Socha Panny Marie stojící na srpku měsíce, má stočené vlasy, které jí spadají do pasu. Díky baroknímu zdobení však tato krása zůstává ukryta zrakům. Další zázračné příběhy jako se staly mladému Drescherovi, zejména v 17. století, způsobily že kostel byl povýšen na poutní místo. V roce 1631, během třicetileté války, došlo k devastaci a zničení kostelů ve Frankách švédskými vojsky. Příkladem je Eggolsheim, kde byla stržena i věž k zemi, načež přeživší obyvatelé se zúčastnili prosebného procesí do Marienweiher. V polovině 17. století bratři františkáni působící v místě museli řešit rostoucí příval poutníků, jichž se denně přicházelo mezi sedmisty až osmisty. Malá řeholní komunita byla oficiálně povýšena na klášter a komunita se podle smlouvy rozrostla na dvanáct františkánů.

## Současný kostel

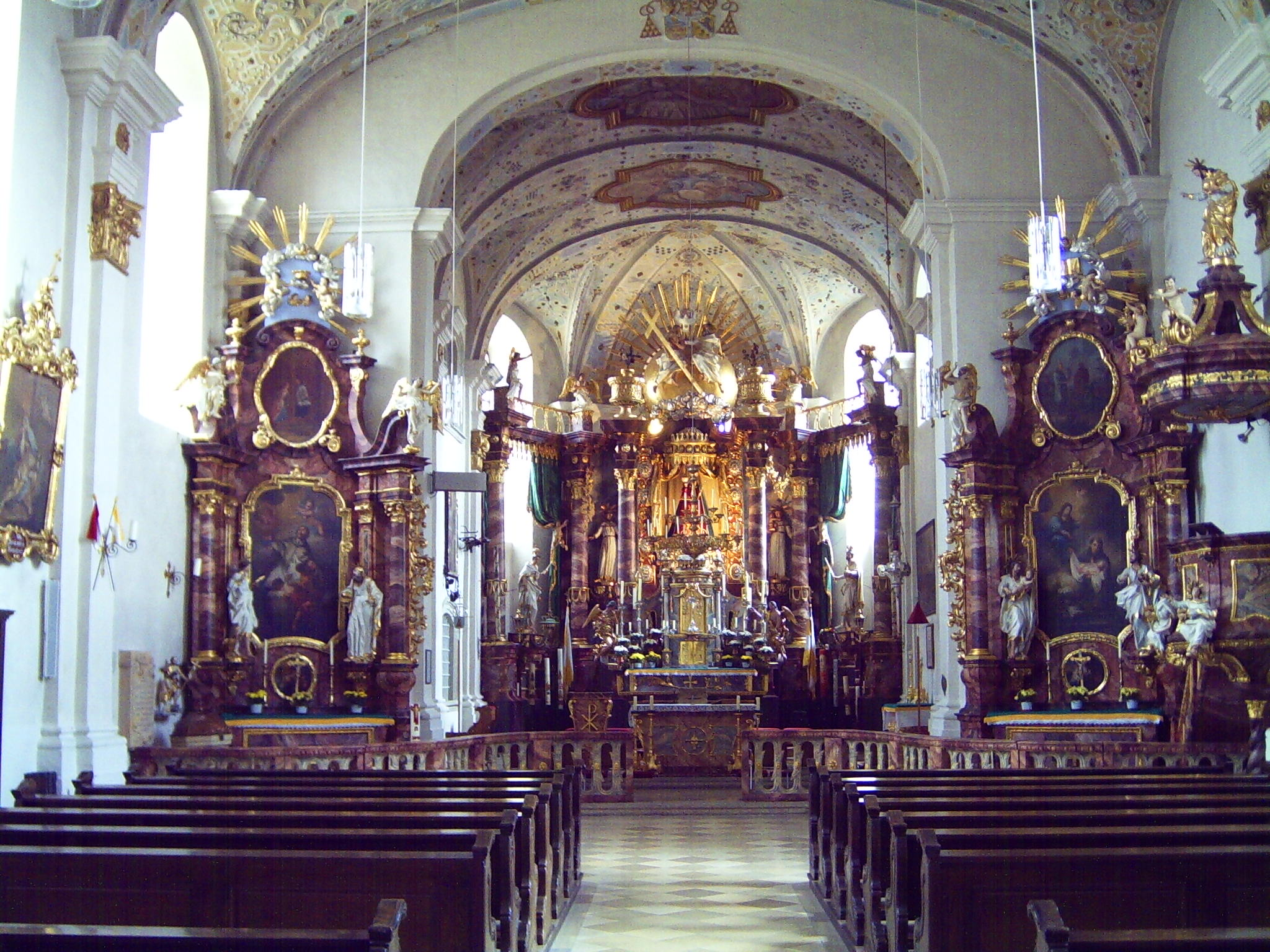
Vnitřek baziliky v roce 2010

Protože gotický kostel již nereflektoval estetické cítění barokní doby, bylo rozhodnuto postavit nový kostel. Bamberský arcibiskupský dvorní architekt Johann Jakob Michael Kuchel v letech 1718–1720 postavil toho času největší a nejbohatší chrámový komplex v bamberské diecézi. Nejdůležitějším objektem kostela je zázračný obraz z doby kolem roku 1500, který je rámován do klasického hlavního oltáře. Mnoho návštěvníků je ohromeno jasem místnosti a zdobené stropní omítky s nástropní freskou od Antonia Noveho zobrazující biblické a teologické výjevy ze života Panny Marie.
V roce 2012 začaly rozsáhlé rekonstrukční střešní práce, přírodní břidlicové krytině a zvonech, což trvalo přes osmnácti měsíců. Práce byly dokončeny na podzim roku 2013. V témže roce byla zahájena rozsáhlá rekonstrukce přilehlého františkánského kláštera, která byla dokončena v roce 2014.